# Patrice Talon

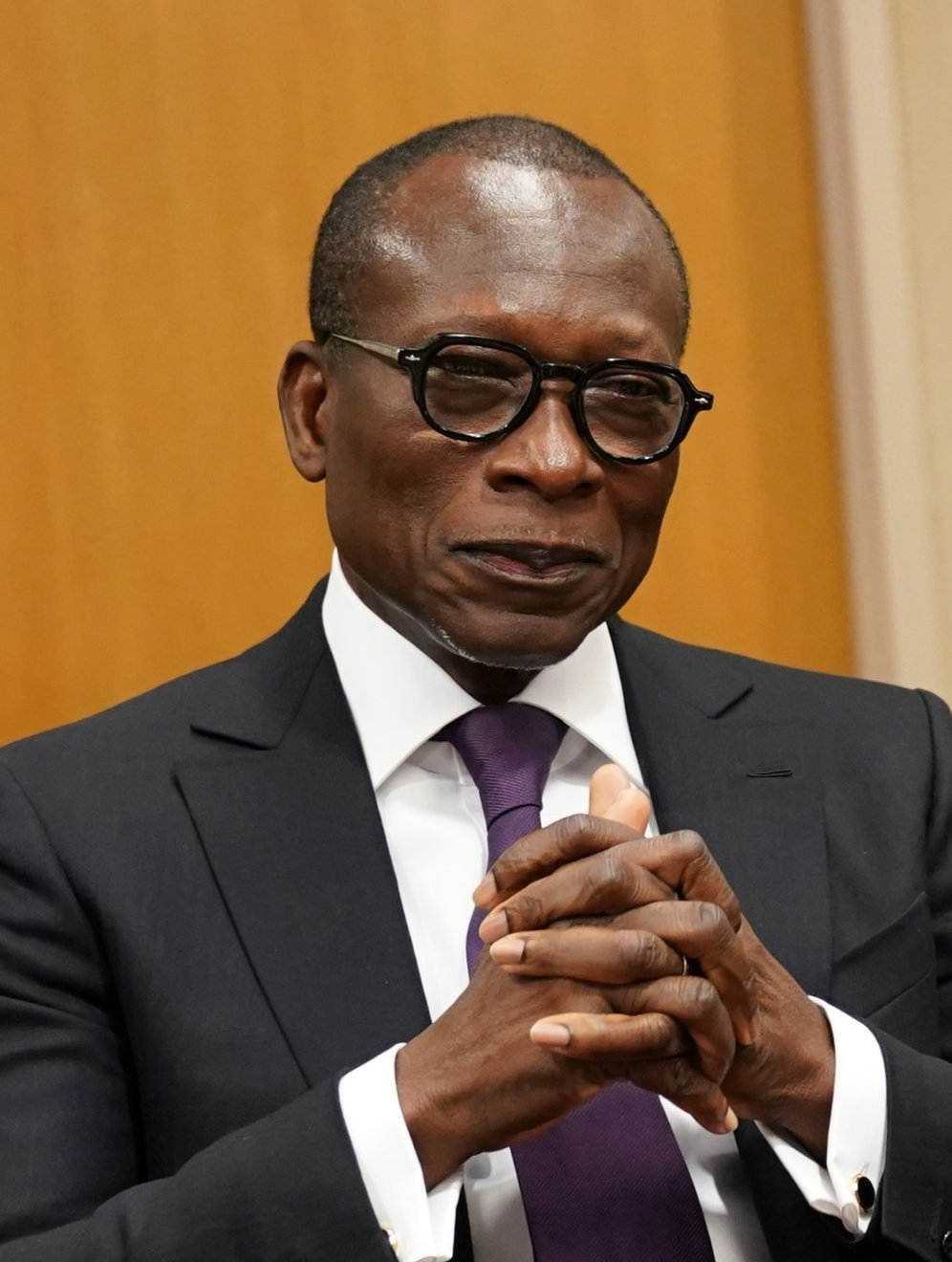
Patrice Talon (2020)

Patrice Athanase Guillaume Talon (* 1. Mai 1958 in Ouidah, Kolonie Dahomey) ist ein Geschäftsmann und Politiker, seit April 2016 der Staatspräsident der Republik Benin.

## Leben
Patrice Talon kam 1958 in der Küstenstadt Ouidah zur Welt. Talon erlangte das Abitur in Dakar, Senegal, und studierte anschließend an der Université Cheikh Anta Diop de Dakar. Später wechselte er nach Paris, wo er Zugang zur Agrarwirtschaft fand. Er kehrte 1985 zurück und gründete die Societé de Distribution Intercontinentale (SDI), die sich als Zulieferer der Baumwollindustrie etablierte. Mit Beginn der Privatisierung der Industrie Anfang der 1990er Jahre baute Talon seine Stellung soweit aus, dass er den Spitznamen King of Cotton (deutsch Baumwollkönig) erhielt. Bei den Präsidentschaftswahlen 2006 und 2011 unterstützte er Boni Yayi, der sich 2012 so gegen Talon stellte, dass dieser nach Paris floh. 2014 wurden die Vorwürfe gegen ihn aber fallengelassen, so dass Talon zurückkehren konnte.
Bei der Präsidentschaftswahl in Benin 2016 setzte sich Talon am 20. März in einer Stichwahl gegen Lionel Zinsou durch. Er folgte Thomas Boni Yayi im Amt des Präsidenten am 6. April 2016. Nach seiner Wahl stellte er am 6. April 2016 sein Kabinett vor, das am 27. Oktober 2017 in mehreren Positionen umgebildet und erweitert wurde. Nach seiner Wiederwahl 2021 führt er sein zweites Kabinett.
Talon hat zwei Kinder. Er stammt aus dem Fon-Volk.

## Präsidentschaft
Nach der Präsidentschaftswahl 2016 entwickelte der neue Präsident Talon u. a. ein 45-Punkte-Programm (französisch Programme d’actions du gouvernement, PAG), dessen Umsetzung innerhalb der Amtsperiode anvisiert wurde. Acht dieser Vorzeigeprojekte bezogen sich konkret auf Infrastrukturmaßnahmen, darunter der Bau des internationalen Flughafens Glo-Djigbé. Um speziell die Finanzierung dieses Projekts sicherzustellen, war Talon zuvor im September 2016 erstmals in die Volksrepublik China gereist.
Bei der Präsidentschaftswahl im April 2021 wurde Talon wiedergewählt, wobei Betrugsvorwürfe aufkamen. Die Oppositionspolitiker Joël Aïvo und Reckya Madougou wurden nicht zur Wahl zugelassen und stattdessen zu Haft- und Geldstrafen verurteilt. Im September 2021 trafen sich Patrice Talon und Thomas Boni Yayi, politische Verbündete, die zu engen Freunden geworden sind, im Marina Palace in Cotonou. Während dieses Tête-à-Tête präsentierte Thomas Boni Yayi Patrice Talon eine Reihe von Vorschlägen und Anträgen, insbesondere in Bezug auf die Freilassung von „politischen Häftlingen“.